# Heinrich Wolf (Zoologe)

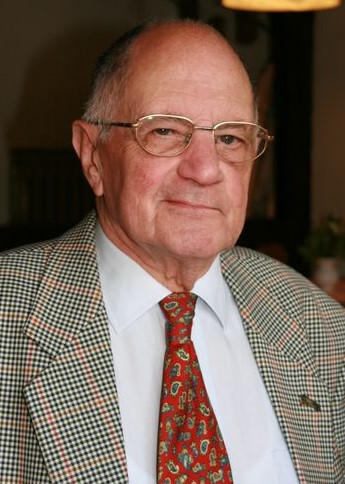
Heinrich Wolf (2009)

Heinrich Wolf (* 26. April 1924 in Siegen; † 18. Mai 2020 in Plettenberg) war ein deutscher Lehrer und Entomologe.

## Leben
Nach seiner Jugend im westfälischen Siegen und seinem Kriegseinsatz studierte er von 1947 bis 1953 in Marburg Biologie, Chemie und Geographie für das Lehramt und war von 1955 bis 1986 als Lehrer am Albert-Schweitzer-Gymnasium in Plettenberg tätig. Bereits als Schüler begann er Insekten zu sammeln und trug im Laufe seines Lebens über 50.000 Individuen zusammen. Eine Vielzahl von Holotypen befinden sich darunter. Wolf verband eine über mehr als 3 Jahrzehnte währende kollegiale Freundschaft mit dem Maler und Entomologen Wilfrid Perraudin, der für ihn während seiner Reisen auf die Insel Korsika mehrfach Pompilidae, Wegwespen, sammelte, darunter eine Neuentdeckung. Die Sammlung wurde nach Beendigung seiner wissenschaftlichen Tätigkeit 2006 dem Biologiezentrum des Oberösterreichischen Landesmuseums in Linz übereignet. Geprägt von seinem Mentor Paul Blüthgen und im Austausch mit zahlreichen Instituten und Universitäten West- und Osteuropas trug Wolf wesentliche Erkenntnisse zur Ökologie, Verbreitung, Systematik und Taxonomie der Hautflügler, speziell der Pompiliden der westlichen Paläarktis bei. Wolfs Neubeschreibungen umfassen fünf Insektengattungen, 25 Untergattungen und rund 360 Arten. Ferner verfasste er ca. 270 wissenschaftliche Arbeiten, zahlreiche Beiträge in Tageszeitungen zu Natur- und Umweltschutz sowie heimatkundliche Aufsätze.

## Dedikationen

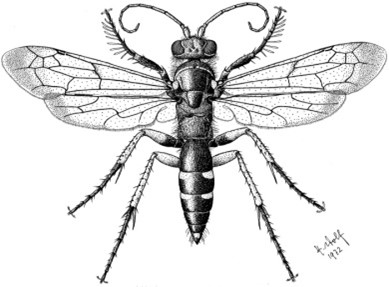
Episyron rufipes ♀

15 Arten und Unterarten sowie eine Gattung (†Wolfiana, eine Gattung der fossilen Hautflügler-Familie Ephialtitidae) wurden nach ihm benannt.

## Ehrungen
Für sein ehrenamtliches Wirken, insbesondere für Natur- und Umweltschutz, erhielt er 1991 das Bundesverdienstkreuz am Bande.
1995 wurde er durch die Gesellschaft für allgemeine und angewandte Entomologie e. V. für seine Verdienste um die Hymenopterenforschung mit der Meigen-Medaille geehrt.
Heinrich Wolf ist Ehrenmitglied der Arbeitsgemeinschaft westfälischer Entomologen und spendete seine im Rahmen von Studien gesammelten Hymenopteren aus Westfalen der Arbeitsgemeinschaft.

## Publikationen
- Insecta Helvetica. Bd. 5, Zürich 1972.
- Wegwespen (Hymenoptera, Pompilidae) der westlichen Paläarktis. Krefeld 2009, ISBN 978-3-933547-12-5.

## Weiterführende Literatur
- C. Schmid-Egger et al.: Rote Liste der Grab-, Weg-, Faltenwespen und Dolchwespenartigen. Zürich 1998.
- S. Tischendorf, M. Engel, H.-J. Flügel, U. Frommer, C. Geske, K.-H. Schmalz: Atlas der Faltenwespen Hessens (= FENA Wissen. Bd. 3). Gießen 2015, ISBN 978-3-9814181-2-5.